# Mansfield (Missouri)
Mansfield è un comune degli Stati Uniti d'America, situato nello Stato del Missouri, nella contea di Wright.